# James T. Conway
James Terry Conway (26 de dezembro de 1947, Walnut Ridge, Arkansas) é um general aposentado do Corpo de Fuzileiros Navais dos Estados Unidos e foi seu 34º comandante. Entre seus outros trabalhos nas forças armadas inclui uma passagem como Diretor de Operações (J-3) no Estado-Maior e Comandante da 1ª Divisão de Fuzileiros e da I Força Expedicionária, tomando parte da Primeira Batalha de Falluja durante a Guerra do Iraque.